# Елизарьево (Нижегородская область)
Елиза́рьево — село в Дивеевском муниципальном округе Нижегородской области России.

## География
Село находится в южной части Нижегородской области, в зоне хвойно-широколиственных лесов, при автодороге 22К-0064, на расстоянии приблизительно 3 км (по прямой) к северо-востоку от села Дивеево, административного центра района. Абсолютная высота — 189 м над уровнем моря.
Климат
Климат характеризуется как умеренно континентальный, с тёплым коротким летом и холодной продолжительной зимой. Среднегодовая температура — 3,6 °C. Средняя температура воздуха самого тёплого месяца (июля) — 18,4 °C (абсолютный максимум — 38 °C); самого холодного (января) — −11,8 °C (абсолютный минимум — −44 °C). Среднегодовое количество атмосферных осадков составляет 500—540 мм, из которых большая часть выпадает в период с апреля по октябрь. Устойчивый снежный покров устанавливается, как правило, в третьей декаде ноябре и держится в среднем 154 дня.
Часовой пояс
Село Елизарьево, как и вся Нижегородская область, находится в часовой зоне МСК (московское время). Смещение применяемого времени относительно UTC составляет +3:00.

## История
Село основано во второй половине XVI века Елизарьем Даниловичем Мальцовым. Впервые упоминается в 1612 году. До революции действовала церковь Николая Чудотворца.

## Население
| 2002 | 2010 |
| ---- | ---- |
| 769  | ↘693 |

Национальный состав
Согласно результатам переписи 2002 года, в национальной структуре населения русские составляли 96 % из 769 чел.